# Michael Cudlitz
Michael Cudlitz (Long Island, 29 de dezembro de 1964) é um ator e diretor norte-americano. Ele fez vários trabalhos como Southland, estrelando como John Cooper, e na minissérie da HBO Band of Brothers como sargento Denver "Bull" Randleman e Abraham na série dramática The Walking Dead.

## Vida e carreira
Michael nasceu em Long Island, mas cresceu em Lakewood Township, Nova Jersey. Em 1992, graduou-se no ensino médio pela Lakewood High School. Tem bacharelado em Artes pelo California Institute of the Arts, formando-se em 1990.
Quando ainda era estudante, participou de Band of Brothers, entre outras produções do cinema e da TV como em Barrados no Baile.
Seu primeiro papel foi no filme Crystal Ball de 1989, interpretanto Scottie. Ele também desempenhou vários papéis em CSI: Crime Scene Investigation, a segunda temporadas de 24 Horas, Lost e Prison Break. Mais recentemente, ele forneceu a voz do sargento Glenn "Hawk" Hawkins para o jogo Call of Duty 2: Big Red One. Ele também apareceu em Over There e teve um papel regular na série Standoff da FOX. Ele também tinha um pequeno, mas altamente memorável e bem recebido, papel na comédia de humor negro Grosse Pointe Blank, de 1997, como o homem do campo, e agora (10 anos depois) viciado em drogas e altamente frustrado Bob Despetello.
Seu papel mais recente é no drama Southland da NBC, onde ele interpreta um agente da polícia. Embora ainda não totalmente desenvolvido, seu personagem está saindo do armário como um policial gay. Ele apareceu no filme de ficção científica Surrogates como Coronel Brendon.
Michael esteve de 2014 a 2016 no elenco da série  The Walking Dead no papel do Sargento Abraham, onde tem uma missão de sair do estado da Geórgia e seguir para Washington D.C.

## Prêmios
- 2013: Critics' Choice Movie Awards, melhor ator coadjuvante em série dramática, por Southland
- 2013: Entertainment Industries Council PRISM Awards, por Southland (episódio: "Legacy")[15]

| Serie                 | Personagem                   | Ano(s)      |
| --------------------- | ---------------------------- | ----------- |
| Growing Pains         | Chuck                        | 1991 - 1992 |
| Life Goes On          | Ernie                        | 1992        |
| Beverly Hills 90210   | Tony Miller                  | 1992 - 1993 |
| Band of Brothers      | Sgt. Denver "Bull" Randleman | 2001        |
| Medical Investigation | Lt. Troy Adams               | 2005        |
| Over There            | Coronel Ryan                 | 2005        |
| Prison Break          | Guarda Tyler Hudson          | 2005        |
| Wanted                | Dep. Reed                    | 2005        |
| Sex Drive             | Rick                         | 2008        |
| Lost                  | Big Mike Walton              | 2005, 2008  |
| Standoff              | Frank Rogers                 | 2006 - 2007 |
| Life                  | Mark Rawls                   | 2007 - 2008 |
| Southland             | John Cooper                  | 2009        |
| Surrogates            | Coronel Brendan              | 2009        |
| CSI                   | Guarda Spencer               | 2002        |
| The Walking Dead      | Abraham                      | 2014 - 2016 |

## Diretor
Michael Cudlitz dirigiu alguns episódios de The Walking Dead, sendo elesː "Stradivarius", "Silence the Whisperers" e "Open Your Eyes". Ele foi confirmado como diretor de um episódio da primeira temporada de The Walking Deadː World Beyond.